# Resultados do Carnaval de Belo Horizonte em 2011
Resultados do Carnaval de Belo Horizonte em 2011 

## Escolas de samba

### Grupo Especial
| Posição | Escolas                  | Ref   | Classificação ou rebaixamento     |
| ------- | ------------------------ | ----- | --------------------------------- |
| 1       | Canto da Alvorada        | [ 1 ] | Campeã do Carnaval 2011           |
| 2       | Chame Chame              | [ 1 ] |                                   |
| 3       | Bem-Te-Vi                | [ 1 ] |                                   |
| 4       | Acadêmicos de Venda Nova | [ 1 ] |                                   |
| 5       | Unidos Guaranis          | [ 1 ] | Desce para o Grupo de acesso 2012 |

### Grupo de acesso
| Posição | Escolas         | Ref   | Classificação ou rebaixamento |
| ------- | --------------- | ----- | ----------------------------- |
| 1       | Cidade Jardim   | [ 1 ] | Sobe para o Especial 2012     |
| 2       | Estrela do Vale | [ 1 ] |                               |
| 3       | Imperatriz      | [ 1 ] |                               |

## Blocos Caricatos

### Grupo Especial
| Posição | Escolas                    | Ref                               | Classificação ou rebaixamento |
| ------- | -------------------------- | --------------------------------- | ----------------------------- |
| 1       | Por Acaso                  |                                   | Campeã do Carnaval 2013       |
| 2       | Mulatos                    |                                   |                               |
| 3       | Bacharéis do Samba         |                                   |                               |
| 4       | Inocentes de Santa Tereza  |                                   |                               |
| 5       | Invasores do Santo Antônio |                                   |                               |
| 6       | Metralhas                  | Desce para o Grupo de acesso 2012 |                               |

### Grupo de acesso
| Posição | Escolas                     | Ref | Classificação ou rebaixamento |
| ------- | --------------------------- | --- | ----------------------------- |
| 1       | Infiltrados de Santa Tereza |     | Sobe para o Especial 2012     |
| 2       | Corsários                   |     |                               |
| 3       | Aflitos                     |     |                               |